# Værker på Randers Kunstmuseum
Liste over et udvalg af værker på Randers Kunstmuseum der ikke er ophavsretlig beskyttet.
Denne liste bliver periodisk opdateret af en bot. Manuelle ændringer ved listen bliver fjernet ved næste opdatering!
| billede | artikel | år    | skaber              | genre              | afbilder | [[Kunstindeks Danmark |
| ------- | --- | ----- | ------------------- | ------------------ | --- | --------------------- |
|         | Richard III før slaget ved Bosworth                                                                           | 1780s | Nicolai Abildgaard  | historiemaleri     | Richard 3. af England |                       |
|         | Portræt af gammel bondekone                                                                                   | 1832  | Christen Købke      | portræt            | kvinde hovedtørklæde |                       |
|         | Kamp mellem den engelske fregat Shannon og den amerikanske fregat Chesapeak                                   | 1836  | C.W. Eckersberg     | marinemaleri       | HMS Shannon USS Chesapeake himmel søslag hav                                                                                |                       |
|         | Den vantro Thomas                                                                                             | 1870  | Wilhelm Marstrand   | religiøs kunst     | Apostlen Thomas |                       |
|         | Syerske Pinsemorgen                                                                                           | 1882  | Wenzel Tornøe       | portræt            | menneske |                       |
|         | En skomager                                                                                                   | 1885  | L.A. Ring           |                    | |                       |
|         | Gåsevogterne ved gadekæret i landsbyen Ring                                                                   | 1886  | L.A. Ring           | genrekunst         | dreng gås gadekær liggende siddende stilling bondehus træ                                                                   |                       |
|         | Langs Rugmarken. Gangsti med en græsbevoxet Jordvold til højre, Rugmarken til venstre. I baggrunden en Stente | 1887  | L.A. Ring           |                    | stente |                       |
|         | Herman Kähler i sit værksted                                                                                  | 1890  | L.A. Ring           | portræt            | Herman Kähler lertøj |                       |
|         | Landevej ved Næstved                                                                                          | 1890  | L.A. Ring           | genrekunst         | vej Næstved mand kurv himmel                                                                                                |                       |
|         | Syende fiskerpige                                                                                             | 1890  | Anna Ancher         | portræt genrekunst | pige syning |                       |
|         | Samtale i landsbygaden, Lille Næstved                                                                         | 1891  | L.A. Ring           | genrekunst         | landsby mor barn mand hus                                                                                                   |                       |
|         | Køerne går over fladstranden i Odense Fjord                                                                   | 1891  | Ole Pedersen        | dyrekunst          | tamkvæg Odense Fjord himmel sky kyst                                                                                        |                       |
|         | Efter hjemkomsten                                                                                             | 1890s | Emilie Mundt        | genrekunst         | Carl Aarsleff Marie Luplau Carl Thomsen Thorvald Niss Vilhelm Thomsen bord stol lampe maleri hund gyngestol petroleumslampe |                       |
|         | Niels Ebbesen                                                                                                 | 1893  | Agnes Slott-Møller  | historiemaleri     | Niels Ebbesen hest |                       |
|         | Sognefogeden                                                                                                  | 1899  | L.A. Ring           | portræt genrekunst | sognefoged bornholmerur siddende stilling                                                                                   |                       |
|         | Sommerdag ved Roskilde Fjord                                                                                  | 1900  | L.A. Ring           | landskabsmaleri    | Roskilde Fjord kyst båd sommer himmel bakke                                                                                 |                       |
|         | Melby Kirke                                                                                                   | 1900  | L.A. Ring           | arkitekturmaleri   | Melby Kirke |                       |
|         | Malkeplads ved Dyrehavegård                                                                                   | 1901  | Theodor Philipsen   | dyrekunst          | tamkvæg træ |                       |
|         | Interiør, ung kvinde set fra ryggen                                                                           | 1903  | Vilhelm Hammershøi  | genrekunst         | Ida Ilsted ryg |                       |
|         | Selvportræt                                                                                                   | 1909  | Harald Giersing     | selvportræt        | Harald Giersing |                       |
|         | Interiør med død svane                                                                                        | 1910  | Viggo Johansen      |                    | svane dør |                       |
|         | To veninder                                                                                                   | 1910  | Peter Hansen        |                    | kvinde sporvogn hus gade muffe                                                                                              |                       |
|         | Kristus og Zakæus                                                                                             | 1913  | Niels Larsen Stevns | religiøs kunst     | Jesus Zacchaeus |                       |
|         | Den Hellige Katharina af Sienna                                                                               | 1914  | Kristian Zahrtmann  | religiøs kunst     | Jesus Katharina af Sienna vision liggende                                                                                   |                       |
|         | Susanne i badet                                                                                               | 1916  | Jens Adolf Jerichau | religiøs kunst     | Susanna |                       |
|         | Vinterdag i Roskilde                                                                                          | 1929  | L.A. Ring           | landskabsmaleri    | Roskilde Domkirke vinter Roskilde sne himmel                                                                                |                       |
|         | Sønnen Ole kigger ud af vinduet                                                                               | 1930  | L.A. Ring           |                    | mand vindue Ole Ring ryg Roskilde Domkirke                                                                                  |                       |
|         | Merde d'artiste                                                                                               | 1961  | Piero Manzoni       |                    | |                       |
|         | Landskab med rugmark fra Gjern                                                                                |       | Ejnar Nielsen       |                    | |                       |